# Zgornja Gmajna
Zgornja Gmajna (nemško Obere Gemeinde) je naselje v Občini Grebinj v Okraju Velikovec na Koroškem v Avstriji.